# Ashkāmchāl
Ashkāmchāl (persiska: Akhshām Chāl, Ashmān Kāmchāl, Eshkām-Chāl, Eshmān-e Kamāchāl, اشکامچال) är en ort i Iran.   Den ligger i provinsen Gilan, i den norra delen av landet, 220 km nordväst om huvudstaden Teheran. Antalet invånare är 373.
Terrängen runt Ashkāmchāl är mycket platt. Runt Ashkāmchāl är det tätbefolkat, med 397 invånare per kvadratkilometer. Närmaste större samhälle är Lāhījān, 16,7 km söder om Ashkāmchāl. Trakten runt Ashkāmchāl består till största delen av jordbruksmark.